# ديفيد هاي (لاعب كريكت)
ديفيد هاي (29 نوفمبر 1916 في أستراليا - 18 مايو 2009) (بالإنجليزية: David Hay)‏ هو دبلوماسي ولاعب كريكت أسترالي.

## وصلات خارجية
- ديفيد هاي على موقع إي آس بي آن كريك إنفو (الإنجليزية)